# Ракхигархи
Ракхигархи (хинди राखीगढ़ी) — город цивилизации долины Инда, существовавший более 5000 лет назад. Находится в округе Хисар штата Харьяна в Индии, примерно в 150 километрах к северо-западу от Дели.
Город располагался недалеко от высохшего русла древней реки Сарасвати — данная река большинством учёных ассоциируется с рекой Гхаггар-Хакра, которая некогда протекала через эти земли, но, как полагают гидрологи, пересохла примерно к 2000 году до н. э. Эту (см. Засуха 2200 года до н. э.).
Есть версия археолога Джейн Макинтош — город находится в долине высохшей ныне реки — Drishadvati — Дришатвати., которая начинала своё течение в горном хребте Сивалик. Река Chautang — Чаутанг является притоком реки Sarsuti — Сарсути. Сарсути в свою очередь является притоком реки Гхаггар-Хакра. На данном этапе дискуссии и точном расположении рек в древности не окончены, есть ряд нерешённых вопросов.
Размер и уникальность Рахигархи привлекли большое внимание археологов. Он ближе к Дели, чем другие крупные города Индской цивилизации, что указывает на распространения части населения и культуры Инда на Восток, через северную Индию. Рядом с городом находится Митатхал — другой крупный, заброшенный город Индской культуры. Так же относительно недалеко расположены древние Индские города, расположенные вдоль высохшей долины реки — Kalibangan — Калибанган, Kunal — Кунал, Balu — Балу, Bhirrana — Бхиранна, Banawali — Банавали.

## Описание города
Ракхигархи значительно превышал по размерам и по возрасту более широко известные города того времени Хараппу и Мохенджо-Даро. Площадь Ракхигархи составляла 350 га, что на 50 га больше, чем Мохенджо-Даро. Примерно 4,5—5 тысяч лет назад в Ракхигархи могло жить около 40 тысяч человек. Зимой жители Ракхигари и его пригородов выращивали пшеницу, ячмень, горох и вику, летом они выращивали пшено, урад-дал, лошадиный нут и рис местной разновидности. Все эти культуры, по данным радиоуглеродного анализа, выращивались местными жителями в 2700—2600 годах до нашей эры. Очевидно, рис был полностью одомашнен в Южной Азии отдельно от этого процесса в Китае и предком этого риса был, скорее всего, дикорастущий вид Oryza nivara.
Раскопки выявили хорошо спланированный город, дороги шириной 1,92 метра, немного шире, чем в Калибангане. Керамика похожа на находки в Калибангане и Банавали. Найдены ямы, окружённые стенами, предположительно это места для жертвоприношений. Огонь широко использовался в религиозных церемониях. В Рахигархи были обнаружены огненные жертвенники и апсидальные структуры.
Канализационные стоки для воды были облицованы кирпичами. Эти стоки были проведены к домам, в домах по сути была организована канализация по типу современной. Найдены терракотовые статуи, бронзовые изделия, гребни, медные рыбные крючки, игла, терракотовые пломбы. Обнаружено бронзовое судно, украшенное золотом и серебром. Найден завод по изготовлению ювелирных украшений вкупе с 3000 полудрагоценных камней. Были найдены инструменты для полировки камней и специальные печи. Признаки процветающей торговли можно увидеть при раскопках — есть находки ювелирных изделий и весов. Найденные здесь весовые камни, аналогичны другим, найденным во многих других городах Индской культуры, подтверждающих наличие стандартизированных весовых систем.
Из Рахигархи, Чанхударо и Хараппы известны следы хлопковой ткани, сохраненные на серебряных или бронзовых предметах.
В городе было зернохранилище, относящееся к Зрелой фазе Индской Культуры — между 2600—2000 годами до нашей эры. Зернохранилище сделано из глиняных кирпичей, пол из уплотнённой земли, оштукатуренной сверху. Имеется 7 прямоугольных камер. Значительные следы извести и разложившейся травы находятся на нижней части стены зернохранилища. Известь в то время использовалась как инсектицид, предотвращающий грибковые образования на зерне. Трава использовалась для впитывания влаги. Учитывая размеры, зернохранилище было либо государственного масштаба, либо частным — для элитного слоя горожан.

## Археология
Известны девять курганов Ракхигархи, названные в порядке возрастания от RGR-1 до RGR-9. Курган RGR-5 занимает село Rakhishahpur и он не доступен для раскопок. Обнаружен археологами в 1963 году. С тех пор Археологическая служба Индии провела подробные раскопки города на площади более 3 км². Город имел дороги с твёрдым покрытием, дренажные системы, резервуары для воды. Также были найдены строения с использованием терракотового кирпича — керамические неглазурованные изделия из цветной глины, имеющие пористое строение.
Было обнаружено 11 скелетов, захороненных головами в северном направлении. Рядом с этими скелетами была положена посуда для повседневного использования. Три женщины имели браслеты на левом запястье. Возле одного женского скелета был найден золотой браслет. Кроме того, полудрагоценные камни были найдены около головы, видимо, будучи частью какого-то ожерелья. В костях захороненных были обнаружены яйца паразитов.
Было обнаружено кирпичное зернохранилище, относящееся к зрелой хараппской фазе (2600 год до н. э. — 2000 год до н. э.) и имевшее 7 прямоугольных или квадратных камер. Всего три слоя ранней, зрелой и поздней стадий Индской цивилизации были найдены в Ракхигархи и на каждом уровне город превышал по размерам Хараппу и Мохенджо-Даро. В Ракхигархи общая толщина слоёв составила 22 метра, тогда как в Мохенджо-Даро только 17 метров.
Обнаружено кладбище зрелого периода Индской культуры, в котором найдены восемь могил. Тела в кирпичных могильных ямах, в одном случае был деревянный гроб. Различные типы могильных ям были подрезаны, чтобы образовать глиняный нависающий козырёк, и тело было помещено под ним; а затем верхняя часть могилы была заполнена кирпичами, чтобы сформировать крышу над могилой.
Обнаружено захоронение с 11 скелетами — головы повёрнуты в северном направлении. Рядом с головами хранилась посуда для повседневного использования. У трёх женских скелетов есть браслеты на левых запястьях. Около одного женского скелета найден золотой браслет. Около головы были полудрагоценные камни, что свидетельствует о том, что они были частью ожерелья. В апреле 2015 года были выкопаны четыре полных человеческих скелета из кургана RGR-7. Эти скелеты принадлежали двум взрослым мужчинам, одной женщине и одному ребенку. Около этих скелетов обнаружены керамика с зернами пищи, а также браслеты. Поскольку скелеты были раскопаны без какого-либо загрязнения, археологи считают, что с помощью новейших технологий на этих скелетах и полученной ДНК можно определить, как Хараппцы выглядели 4500 лет назад.

## Палеогенетика
В начале 2015 года археологи Колледжа Декана и Научно-исследовательского института (en:Deccan College Post-Graduate and Research Institute) из Пуны извлекли из кургана RGR-7 в Ракхигархи со всеми мерами предосторожности, чтобы не загрязнить современной ДНК, ещё 4 скелета — двух мужчин, женщину и ребёнка. Они относятся к развитому хараппскому периоду. Изучать ископаемую ДНК будут в южнокорейском Сеульском национальном университете. По данным руководителя лаборатории древней ДНК Палеоботанического института имени Бирбала Сахни (en:Birbal Sahni Institute of Palaeobotany) в Лакхнау (штат Уттар-Прадеш) Нираджа Райя (Niraj Rai) в хараппских образцах из Ракхигархи нет Y-хромосомной гаплогруппы R1a, что в очередной раз подтвердило несоответствие псевдонаучной теории исхода из Индии имеющимся палеогенетическим данным. Доктор Васант Шинде (VS Shinde) из Деканского колледжа в Пуне отметил, что смешение жителей Центральной Азии, говорящих на арийских языках, с коренными жителями Индийского субконтинента произошло между 1500 годом до н. э. и 1000 годом до н. э. с образованием кластера ANI (Ancestral North Indian). ANI это смешанный кластер, который несёт в себе сильное присутствие Y-хромосомной гаплогруппы R1a. Кластер ASI (Ancestral South Indians) сложился в результате смешения иранских фермеров и местных дравидов. Подсчитано, что смешение кластеров ANI и ASI произошло после 500 года до нашей эры. Древняя ДНК из Ракхигархи совпала не с кем-либо из современных жителей этих мест, а с ДНК представителей дравидского племени ирула, которое живёт в горном массиве Нилгири на юге Индии в штате Тамилнад. У женского образца I6113 (2800—2300 гг. до н. э.) из Ракхигархи была определена митохондриальная гаплогруппа U2b2, которая является почти эксклюзивной для Южной Азии и отсутствует в митохондриальных геномах, известных у приблизительно 400 древних жителей Центральной Азии. Геном древней женщины из Ракхигархи имел много общего с генетическим материалом 11 древних образцов из Центральной Азии (3 из Гонура в Туркменистане и 8 из Шахри-Сухте в Иране). Ни у одного из этих образцов не было свидетельств о происхождении, связанном с «анатолийскими фермерами».